# 盧森堡的查理王子
夏尔·弗雷德里克·路易·纪尧姆·马里（Charles Frédéric Louis Guillaume Marie，1927年8月7日—1977年7月26日），出生于贝格城堡。卢森堡王子，拿骚王子，波旁-帕尔马王子。是卢森堡大公夏洛特女大公与丈夫费利切亲王的次子。

## 婚姻与子女
1967年3月1日，夏尔王子在吉尔福德与琼·道格拉斯·狄龙结婚，二人婚后有一子一女：
- 夏洛特·菲利斯·马里（Charlotte Phyllis Marie，1967年9月15日-）；
- 罗贝尔·路易·弗朗索瓦·马里（Robert Louis François Marie，1968年8月22日-）。